# Tiermedizinischer Fachangestellter
Der Beruf des Tiermedizinischen Fachangestellten (kurz TFA), in der Schweiz: Tiermedizinischer Praxisassistent (kurz TPA) ist ein Ausbildungsberuf in der Tiermedizin. Früher hieß dieser Tierarzthelfer. Die Basis ist eine dreijährige Ausbildung, die von der zuständigen Tierärztekammer organisiert wird und aus theoretischen Modulen in der Berufsschule und einer berufsbegleitenden praktischen Tätigkeit bei einem Tierarzt besteht. In der theoretischen Ausbildung werden Grundkenntnisse in Anatomie, Physiologie, Diagnostik und Krankheiten der Tiere erworben. Weitere Ausbildungsinhalte sind unter anderen Textverarbeitung, Wirtschafts- und Gemeinschaftskunde und die Durchführung der Abrechnung der tierärztlichen Leistungen nach der Tierärztegebührenordnung.

## Tätigkeiten
Tiermedizinische Fachangestellte helfen Tierärzten bei der Behandlung und bei der Untersuchung der Tiere. Sie erledigen die Vor- und Nachbereitung von Operationen und nach Anweisung des Tierarztes die Narkosevorbereitung. Sie assistieren während Narkose und chirurgischem Eingriff dem Tierarzt. Eine weitere Aufgabe von TFA in diesem Zusammenhang ist die Überwachung der Tiere nach Operationen bzw. Narkosen. Müssen erkrankte Tiere für einen längeren Zeitraum medizinisch behandelt werden, übernehmen die TFA deren Versorgung nach Anweisung des Tierarztes (z. B. Verabreichen von Medikamenten, Verbandswechsel) und sind außerdem für die Pflege zuständig (z. B. Fütterung der Tiere und Säuberung der Käfige oder Boxen). Je nach Ausstattung der Tierarztpraxis übernehmen sie auch Laboruntersuchungen bzw. bereiten Proben für den Versand in spezielle Labore vor. Bei entsprechendem zusätzlichen Sachkundenachweis können sie unter Aufsicht des Tierarztes auch Röntgenaufnahmen anfertigen. Sie beraten Tierhalter und sorgen für Hygiene in der Tierarztpraxis. Weitere Aufgabenfelder sind die Praxisorganisation (z. B. Terminvergabe, Schriftverkehr, Einkauf von Verbrauchsmaterialien) und die Abrechnung der durchgeführten tierärztlichen Leistungen anhand der Dokumentation. Schließlich betreuen sie in den Praxen auch die tierärztliche Hausapotheke mit, die Tierärzte aufgrund ihres Dispensierrechtes führen dürfen (z. B. regelmäßige Kontrolle der Haltbarkeit und Nachbestellung von Medikamenten).
Neben der Beschäftigung bei Tierärzten können sie auch in Zoos, Tierheimen oder in der Tierhaltung tätig sein.
Es besteht die Möglichkeit zur Weiterbildung zum Biotechniker, aber auch die Weiterqualifizierung (mit Zertifikat) auf den Gebieten der Narkose und Schmerzbehandlung, Parasitenbekämpfung und Zahnpflege beim Tier sowie des Umgangs mit Tierbesitzern.

## Ausbildung

### Deutschland
In Deutschland gilt die Verordnung über die Berufsausbildung zum Tiermedizinischen Fachangestellten/zur Tiermedizinischen Fachangestellten. Die Ausbildung dauert im Regelfall drei Jahre. Sie findet sowohl im Betrieb als auch in der Berufsfachschule statt. Seit 2008/2009 werden sowohl die berufsschulische Ausbildung wie die praktische Abschlussprüfung vor der zuständigen Tierärztekammer in Lernfeldern mit rollenspielartiger Umsetzung des Gelernten angewendet: Rezeption, Wartezimmer, Behandlung, OP, tierärztliche Hausapotheke, Röntgen, Labor, Futter- und Tierhaltungsberatung, Abrechnung nach GOT, Kundenkonversation u. ä.
Eine Verkürzung der Ausbildungszeit ist – wie in allen Ausbildungsberufen – gemäß § 7 und § 8 BBiG vor Beginn der Ausbildung möglich. Die zuständige Stelle hat auf gemeinsamen Antrag von Auszubildenden und Ausbildenden die Ausbildungszeit zu kürzen, wenn zu erwarten ist, dass das Ausbildungsziel in der gekürzten Zeit erreicht wird.
Die Verkürzung ist von der Vorbildung abhängig und beträgt 6 bis 12 Monate. Zudem kann eine vorzeitige Zulassung zur Abschlussprüfung (§ 45 (1) BBiG) gestellt werden, sofern ein Notendurchschnitt von mindestens 2,4 vorliegt.

#### Ausbildungsvergütung
Die Ausbildungsvergütung betrug 2022 bei Bezahlung nach dem Gehaltstarifvertrag im ersten Ausbildungsjahr 790 €, im zweiten Ausbildungsjahr 870 € und im dritten Ausbildungsjahr 950 € brutto pro Monat.

### Schweiz
Die Ausbildung dauert drei Jahre. Üblich ist die Ausbildung in einer Tierarztpraxis, selten auch in einem Tierspital. Die Berufsfachschule wird an einem Tag pro Woche besucht.